# Calamagrostis canadensis
Calamagrostide du Canada
Espèce
Synonymes
- Arundo canadensis Michx.[1] [2]

Statut de conservation UICN

 LC  : Préoccupation mineure
Calamagrostis canadensis, la calamagrostide du Canada,, est une espèce de plantes monocotylédones de la famille des Poaceae, sous-famille des Pooideae, originaire d'Amérique du Nord.

## Liste des variétés et sous-espèces
Selon NCBI (21 avril 2018) :
- sous-espèces :
  - Calamagrostis canadensis subsp. canadensis
  - Calamagrostis canadensis subsp. langsdorffii (Link) Hulten, 1942
- variété :
  - Calamagrostis canadensis var. langsdorffii (Link) Inman